# تيزج (فين)
تیزج (بالفارسية: تیزج) هي قرية تقع في إيران في قسم فين الريفي. يقدر عدد سكانها بـ 0 نسمة بحسب إحصاء 2016.